# 国道173号

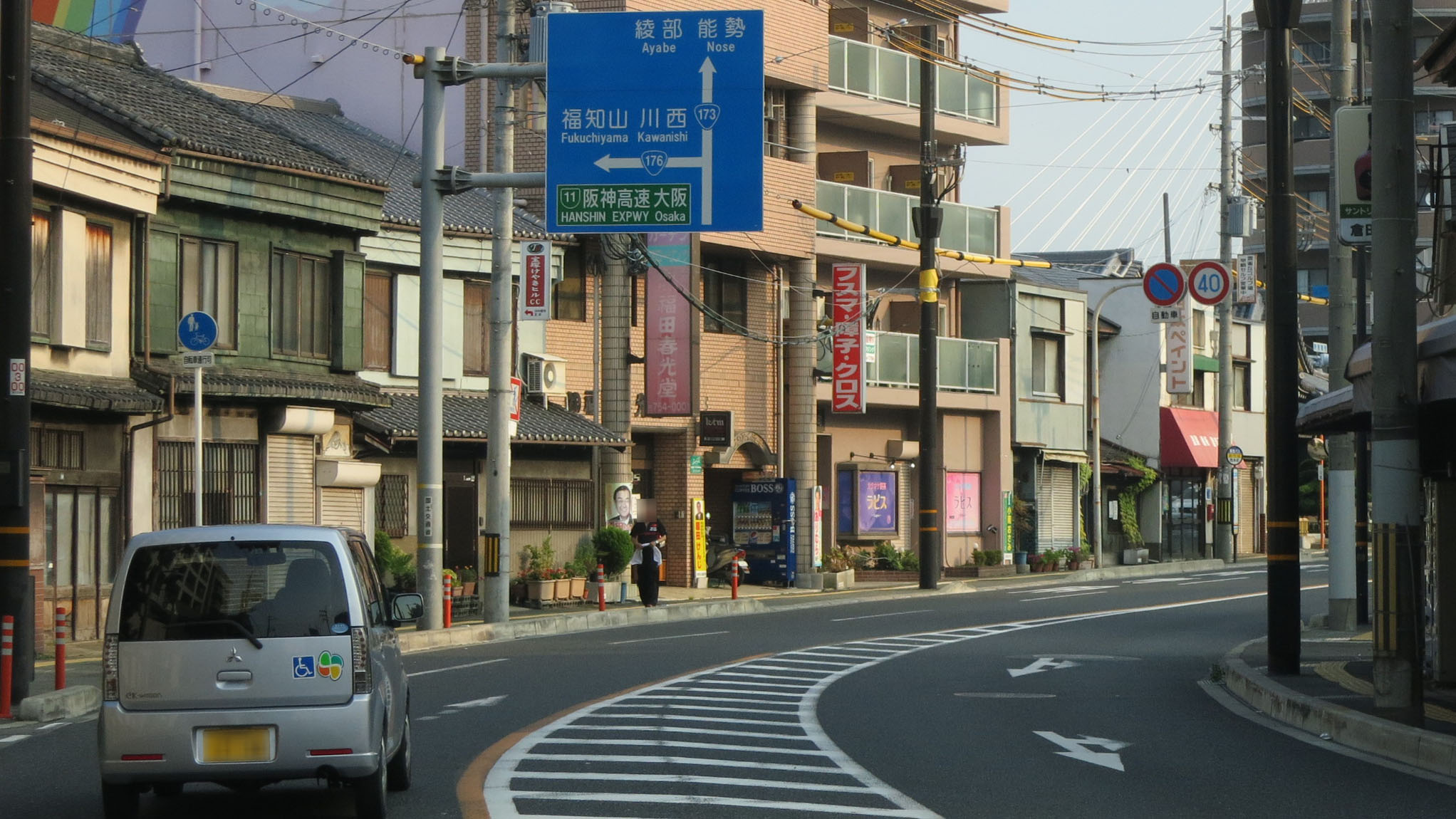
国道173号 起点
大阪府池田市 西本町交差点

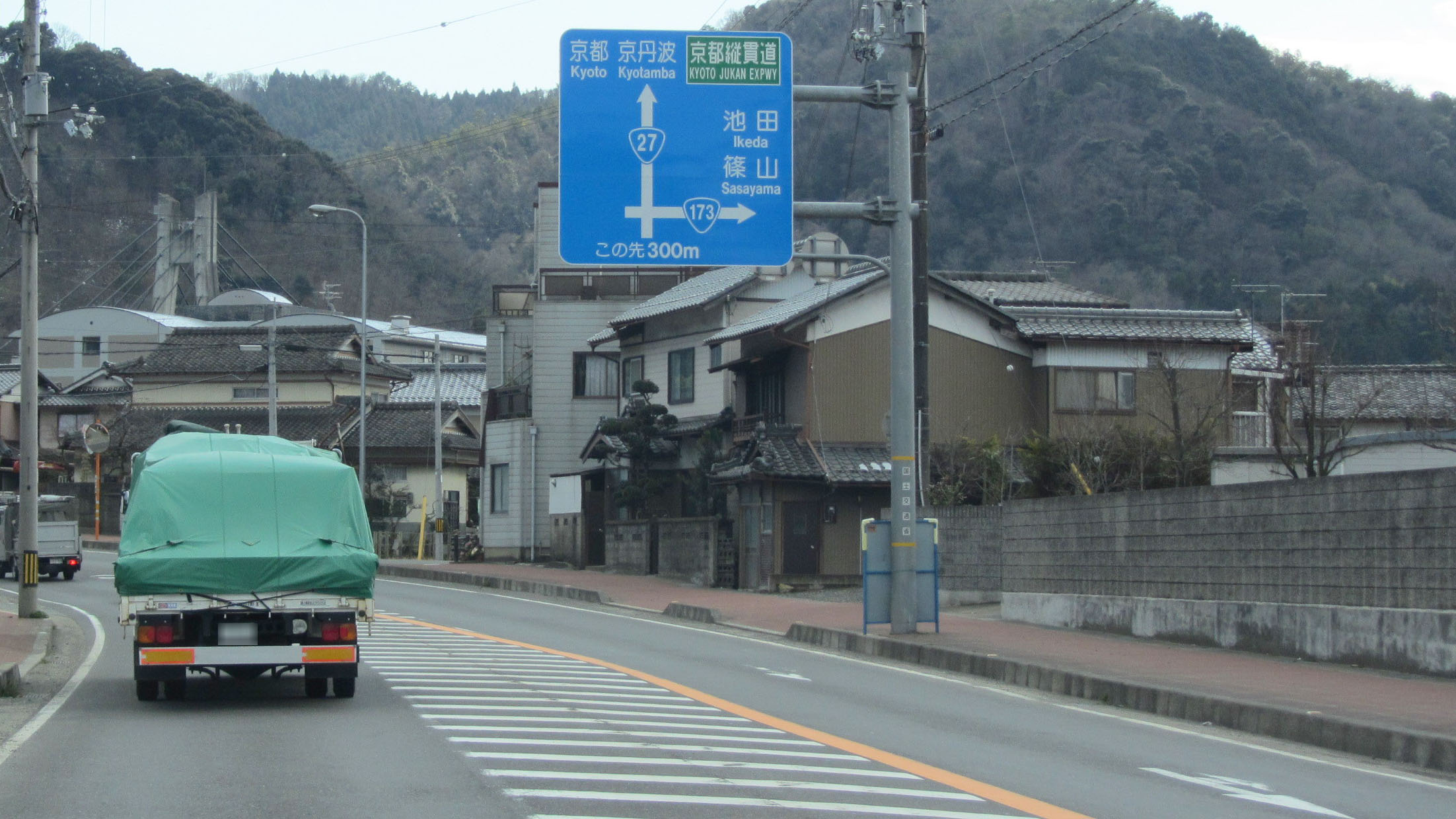
国道173号 終点
京都府綾部市 新綾部大橋交差点

国道173号（こくどう173ごう）は、大阪府池田市から京都府綾部市に至る一般国道である。

## 概要
起点の池田市から、大阪府の豊能地域である能勢町を経由し、兵庫県では阪神北地域と丹波地域を経て、京都府の中丹地域である、終点の綾部市に至る路線で、大阪府と兵庫県の県境付近を主な経路としている。

### 路線データ
一般国道の路線を指定する政令に基づく起終点および重要な経過地は次のとおり。
- 起点：池田市（西本町交差点 = 国道176号・国道423号交点、国道477号終点）
- 終点：綾部市（新綾部大橋交差点 = 国道27号交点）
- 重要な経過地 : 川西市、兵庫県多紀郡篠山町[注釈 2]、京都府船井郡瑞穂町[注釈 3]
- 総延長 : 70.4 km（京都府 25.7 km、大阪府 20.6 km、兵庫県 24.1 km）重用延長を含む。[2][注釈 4]
- 重用延長 : 0.0 km（京都府 0.0 km、大阪府 - km、兵庫県 - km）[2][注釈 4]
- 未供用延長 : なし[2][注釈 4]
- 実延長 : 70.4 km（京都府 25.7 km、大阪府 20.6 km、兵庫県 24.1 km）[2][注釈 4]
  - 現道 : 70.3 km（京都府 25.7 km、大阪府 20.6 km、兵庫県 24.0 km）[2][注釈 4]
  - 旧道 : 0.1 km（京都府 - km、大阪府 - km、兵庫県 0.1 km）[2][注釈 4]
  - 新道 : なし[2][注釈 4]
- 指定区間：なし[3]

## 歴史
現行の道路法（昭和27年法律第180号）に基づく二級国道として初回指定された1953年（昭和28年）では、大阪神戸線（大阪市 - 神戸市）として指定されていた。1958年（昭和33年）に一級国道43号への昇格に伴って欠番となり、1963年（昭和38年）新たに指定された池田瑞穂線に採番された。指定当初は国道9号交点である京都府船井郡瑞穂町が終点であったが、1975年（昭和50年）に京都府主要地方道43号綾部瑞穂線を編入して終点を綾部市まで延伸した。

### 年表
- 1963年（昭和38年）4月1日 - 二級国道173号池田瑞穂線（池田市 - 京都府船井郡瑞穂町[注釈 3]）として指定施行[7]。
- 1965年（昭和40年）4月1日 - 道路法改正により一級・二級区分が廃止されて一般国道173号として指定施行[1]。
- 1975年（昭和50年）4月1日 - 終点側を延伸し、一般国道173号（池田市 - 綾部市）として指定施行[9]。

## 路線状況

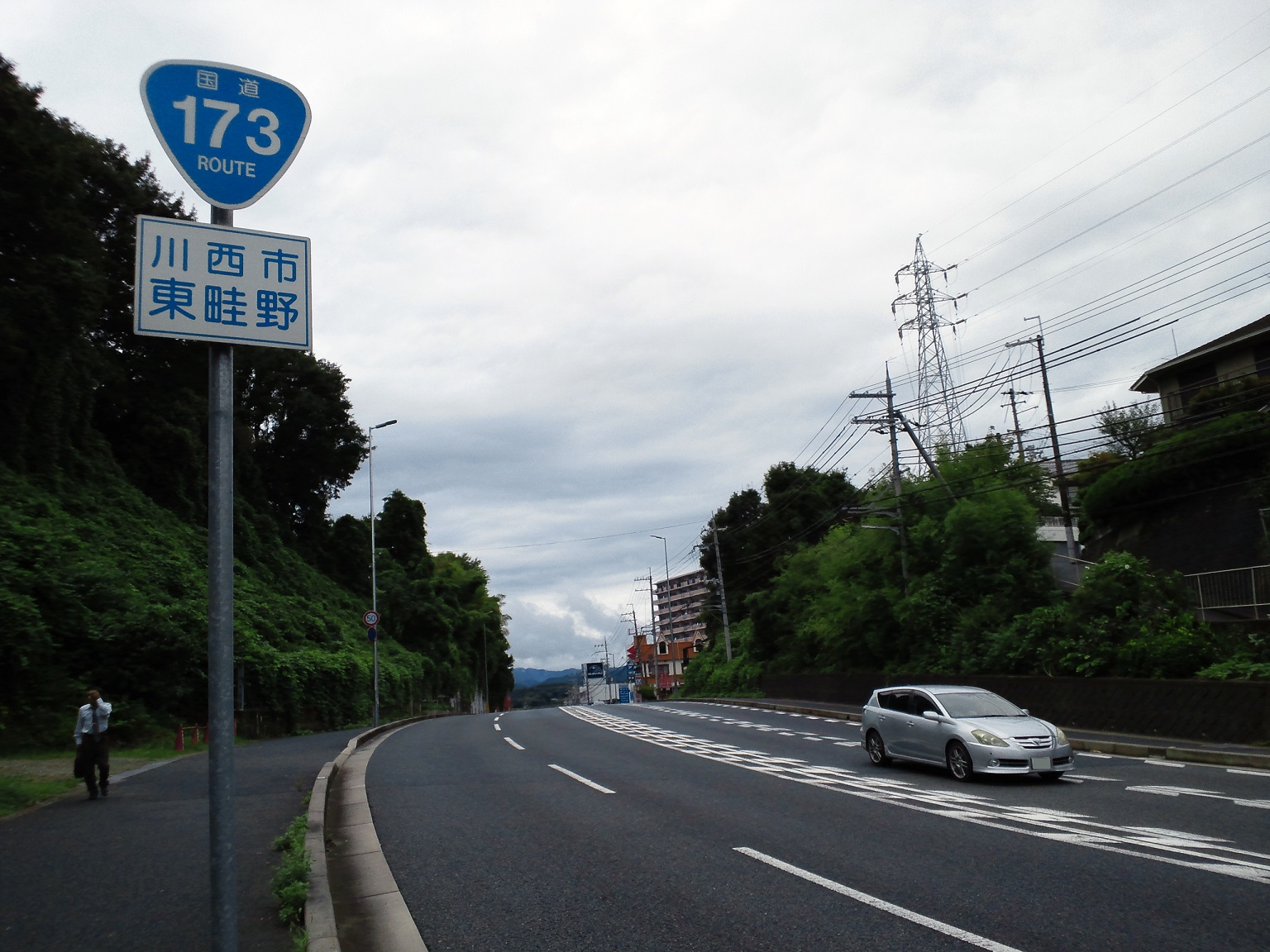
能勢電鉄一の鳥居駅付近
（2013年9月）川西市東畦野

### 通称
- 丹州街道
- いなさん
- 阪鶴国道
- 能勢街道
- 綾部街道

### 重複区間
- 国道423号（大阪府池田市・西本町交差点（起点） - 池田市・木部交差点）
- 国道477号（大阪府池田市・西本町交差点（起点） - 兵庫県川西市・一の鳥居交差点）
- 国道372号（兵庫県丹波篠山市福住地区）

### 道路施設

#### 道の駅
- 大阪府
  - 能勢（くりの郷） （豊能郡能勢町）
- 京都府
  - 瑞穂の里・さらびき （船井郡京丹波町）

### 通過する路線バス
- 阪急バス
- 神姫バス
- 京丹波町営バス

## 地理

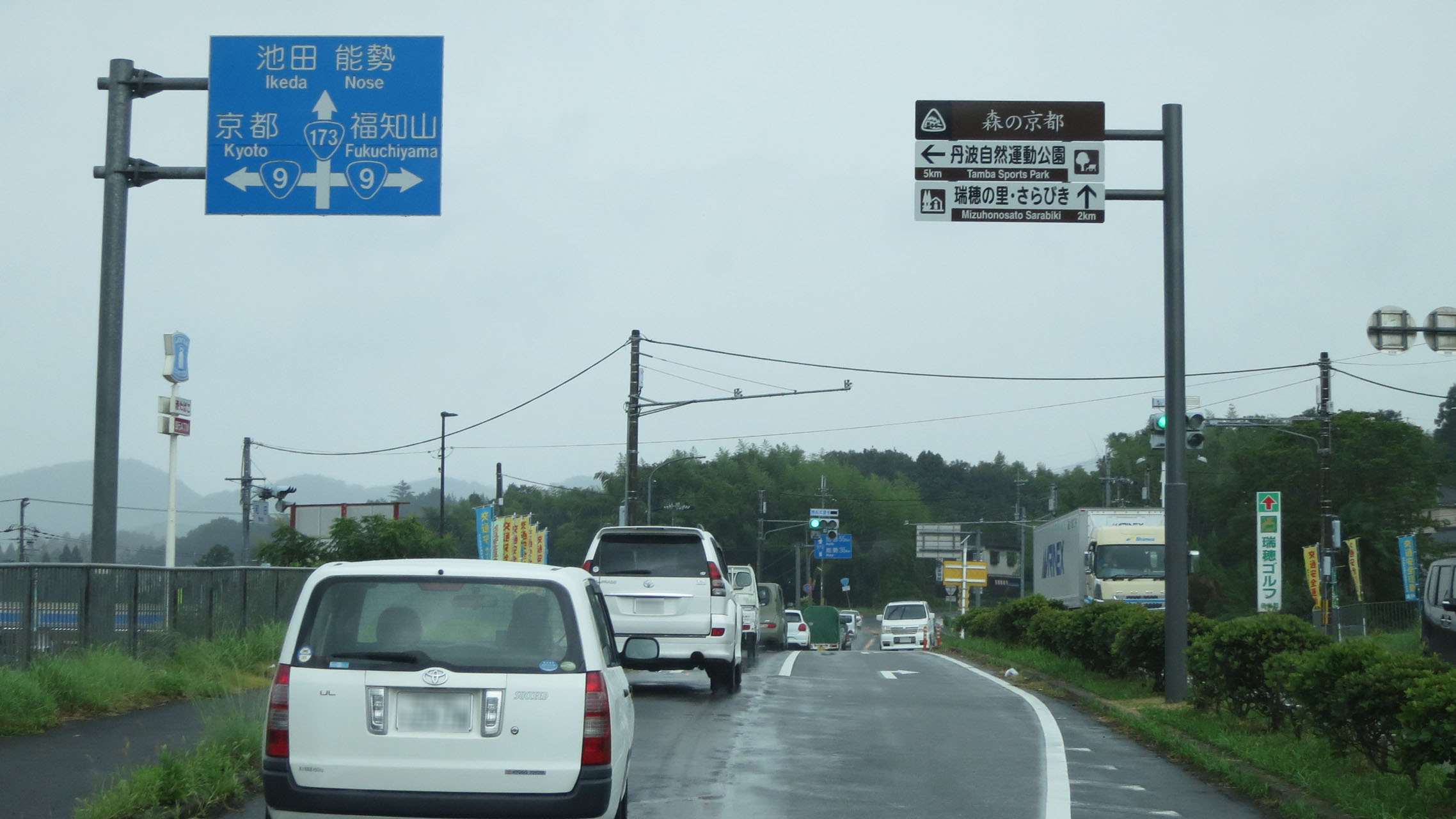
国道9号との交差
京都府船井郡京丹波町

### 通過する自治体
- 大阪府
  - 池田市
- 兵庫県
  - 川西市 - 川辺郡猪名川町
- 大阪府
  - 豊能郡能勢町
- 兵庫県
  - 丹波篠山市
- 京都府
  - 船井郡京丹波町 - 福知山市 - 綾部市

### 交差する道路
京都府道450号広野綾部線とは新綾部大橋の下を通るために、直結していない。
| 交差する道路                                                                   | 都道府県名 | 市町村名   | 市町村名   | 交差する場所                | 交差する場所                          |
| ------------------------------------------------------------------------------ | ---------- | ---------- | ---------- | --------------------------- | ------------------------------------- |
| 国道176号 国道423号 重複区間起点 国道477号 重複区間起点 兵庫県道13号尼崎池田線 | 大阪府     | 池田市     | 池田市     | 西本町                      | 西本町交差点 / 起点                   |
| 兵庫県道185号・大阪府道112号絹延橋停車場線                                     | 大阪府     | 池田市     | 池田市     | 木部町                      | 絹延橋交差点                          |
| 国道423号 重複区間終点                                                         | 大阪府     | 池田市     | 池田市     | 木部町                      | 木部町交差点                          |
| 阪神高速11号池田線                                                             | 大阪府     | 池田市     | 池田市     | 木部町                      | 古江橋交差点 11-15 池田木部第二出入口 |
| 兵庫県道12号川西篠山線 / 支線                                                  | 兵庫県     | 川西市     | 川西市     | 多田桜木1丁目               | 多田桜木1丁目交差点                   |
| 兵庫県道130号多田停車場多田院線                                                | 兵庫県     | 川西市     | 川西市     | 多田桜木2丁目               | 多田駅前交差点                        |
| 国道477号 重複区間終点                                                         | 兵庫県     | 川西市     | 川西市     | 長尾町                      | 一の鳥居交差点                        |
| 兵庫県道721号川西インター線                                                    | 兵庫県     | 川西市     | 川西市     | 東畦野（ひがしうねの）1丁目 | 東畦野交差点                          |
| 国道173号 / 旧道                                                               | 兵庫県     | 川西市     | 川西市     | 山下町                      | 甘露寺北交差点                        |
| 国道173号 / 旧道 大阪府道・兵庫県道604号野間出野一庫線                         | 兵庫県     | 川西市     | 川西市     | 一庫（ひとくら）            | 井補野（いほの）交差点                |
| 大阪府道104号宿野下田線                                                        | 大阪府     | 豊能郡     | 能勢町     | 下田                        | 上杉口交差点                          |
| 大阪府道104号宿野下田線 / 支線                                                 | 大阪府     | 豊能郡     | 能勢町     | 下田                        | 下田交差点                            |
| 大阪府道4号茨木能勢線 兵庫県道・大阪府道602号島能勢線                          | 大阪府     | 豊能郡     | 能勢町     | 栗栖（くるす）              | 栗栖交差点                            |
| 京都府道・大阪府道54号園部能勢線                                               | 大阪府     | 豊能郡     | 能勢町     | 栗栖                        | 山辺口交差点                          |
| 大阪府道・京都府道731号天王亀岡線                                              | 大阪府     | 豊能郡     | 能勢町     | 天王（てんのう）            |                                       |
| 兵庫県道・大阪府道601号杉生能勢線                                              | 大阪府     | 豊能郡     | 能勢町     | 天王                        | 天王交差点                            |
| 兵庫県道309号福住三田線                                                        | 兵庫県     | 丹波篠山市 | 丹波篠山市 | 福住（ふくすみ）            |                                       |
| 国道372号 重複区間起点                                                         | 兵庫県     | 丹波篠山市 | 丹波篠山市 | 安田                        | 安田西交差点                          |
| 国道372号 重複区間終点                                                         | 兵庫県     | 丹波篠山市 | 丹波篠山市 | 小野新（おのしん）          | 小野新交差点                          |
| 兵庫県道543号上宿栃梨線                                                        | 兵庫県     | 丹波篠山市 | 丹波篠山市 | 杤梨（とちなし）            |                                       |
| 兵庫県道・京都府道702号篠山京丹波線 重複区間起点                               | 兵庫県     | 丹波篠山市 | 丹波篠山市 | 細工所（さいくじょ）        | 丹波細工所（さいくしょ）交差点        |
| 兵庫県道508号瀬利小田中線                                                      | 兵庫県     | 丹波篠山市 | 丹波篠山市 | 小田中（こだなか）          |                                       |
| 兵庫県道・京都府道702号篠山京丹波線 重複区間終点                               | 兵庫県     | 丹波篠山市 | 丹波篠山市 | 中                          | 福井交差点                            |
| 兵庫県道300号本郷藤坂線                                                        | 兵庫県     | 丹波篠山市 | 丹波篠山市 | 藤坂                        |                                       |
| 国道9号                                                                        | 京都府     | 船井郡     | 京丹波町   | 和田                        | 和田交差点                            |
| 京都府道444号桧山須知線                                                        | 京都府     | 船井郡     | 京丹波町   | 和田                        | 和田交差点                            |
| E9 京都縦貫自動車道                                                            | 京都府     | 船井郡     | 京丹波町   | 和田                        | 5 京丹波みずほIC                      |
| 京都府道447号上野水原線 重複区間起点                                           | 京都府     | 船井郡     | 京丹波町   | 井脇                        | 井脇交差点                            |
| 京都府道447号上野水原線 重複区間終点                                           | 京都府     | 船井郡     | 京丹波町   | 保井谷（ほいだに）          | 保井谷交差点                          |
| 京都府道26号京丹波三和線                                                       | 京都府     | 船井郡     | 京丹波町   | 三ノ宮                      | 三ノ宮交差点                          |
| 兵庫県道・京都府道59号市島和知線 重複区間起点                                  | 京都府     | 福知山市   | 福知山市   | 三和町大原（おおばら）      | 大原交差点                            |
| 兵庫県道・京都府道59号市島和知線 重複区間終点                                  | 京都府     | 福知山市   | 福知山市   | 三和町台頭（だいと）        | 台頭交差点                            |
| 国道27号                                                                       | 京都府     | 綾部市     | 綾部市     | 味方町（みかたちょう）      | 新綾部大橋交差点 / 終点               |
| 旧道                                                                           |            |            |            |                             |                                       |
| 国道173号 / 旧道                                                               | 兵庫県     | 川西市     | 川西市     | 山下町                      | 甘露寺北交差点 / 旧道起点             |
| 兵庫県道68号川西三田線                                                         | 兵庫県     | 川西市     | 川西市     | 一庫2丁目                   | 前川大橋北詰                          |
| 国道173号 / 旧道 大阪府道・兵庫県道604号野間出野一庫線                         | 兵庫県     | 川西市     | 川西市     | 一庫                        | 井補野交差点 / 旧道終点               |

### 沿線
- 阪急日生ニュータウン
- 一庫ダム
- 兵庫県立一庫公園
- 質志鐘乳洞

### 主な峠
- はらがたわ峠
- 天王峠
- 板坂峠
- 榎峠
- 質山峠

## ギャラリー

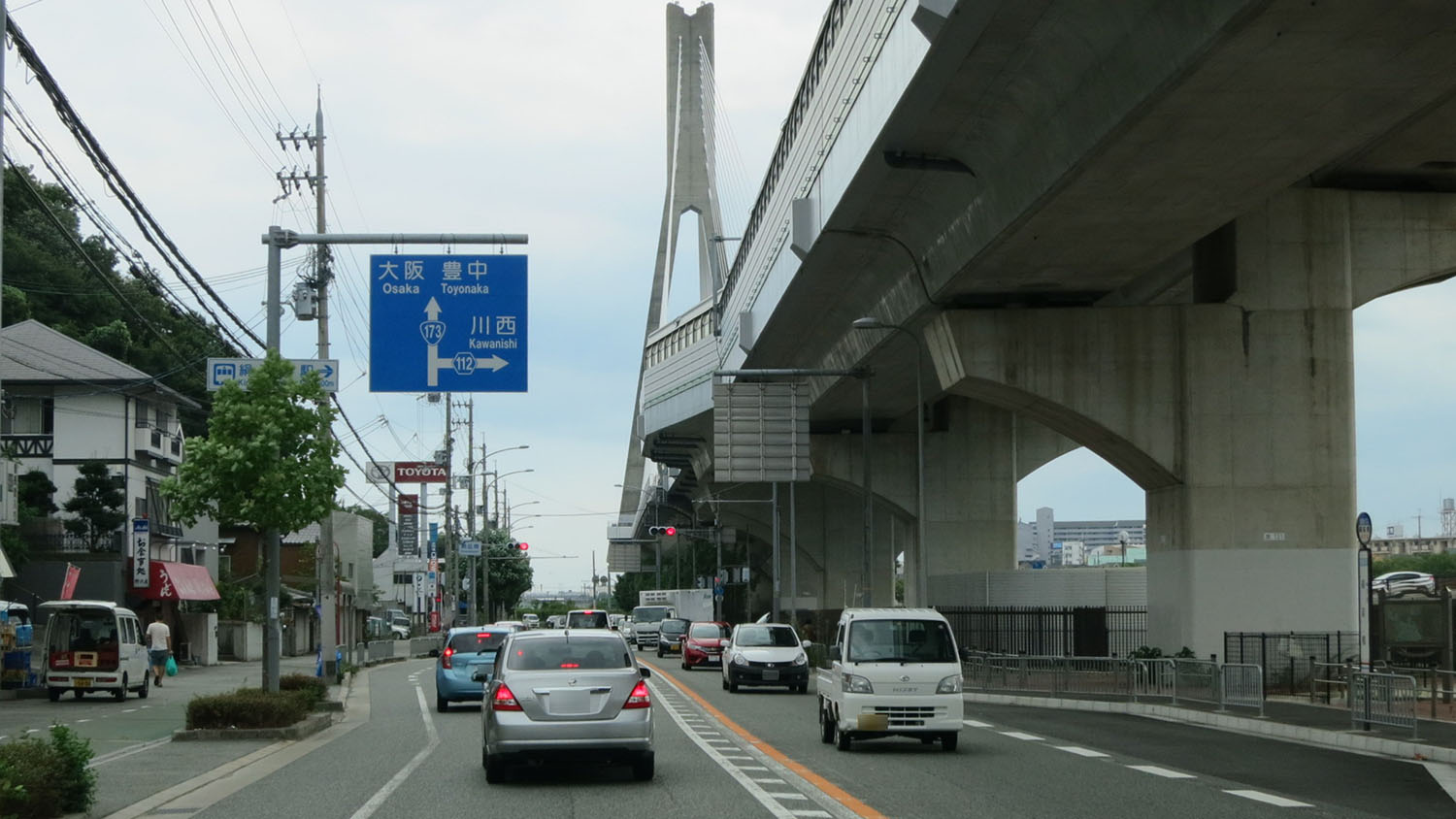
大阪府池田市木部町
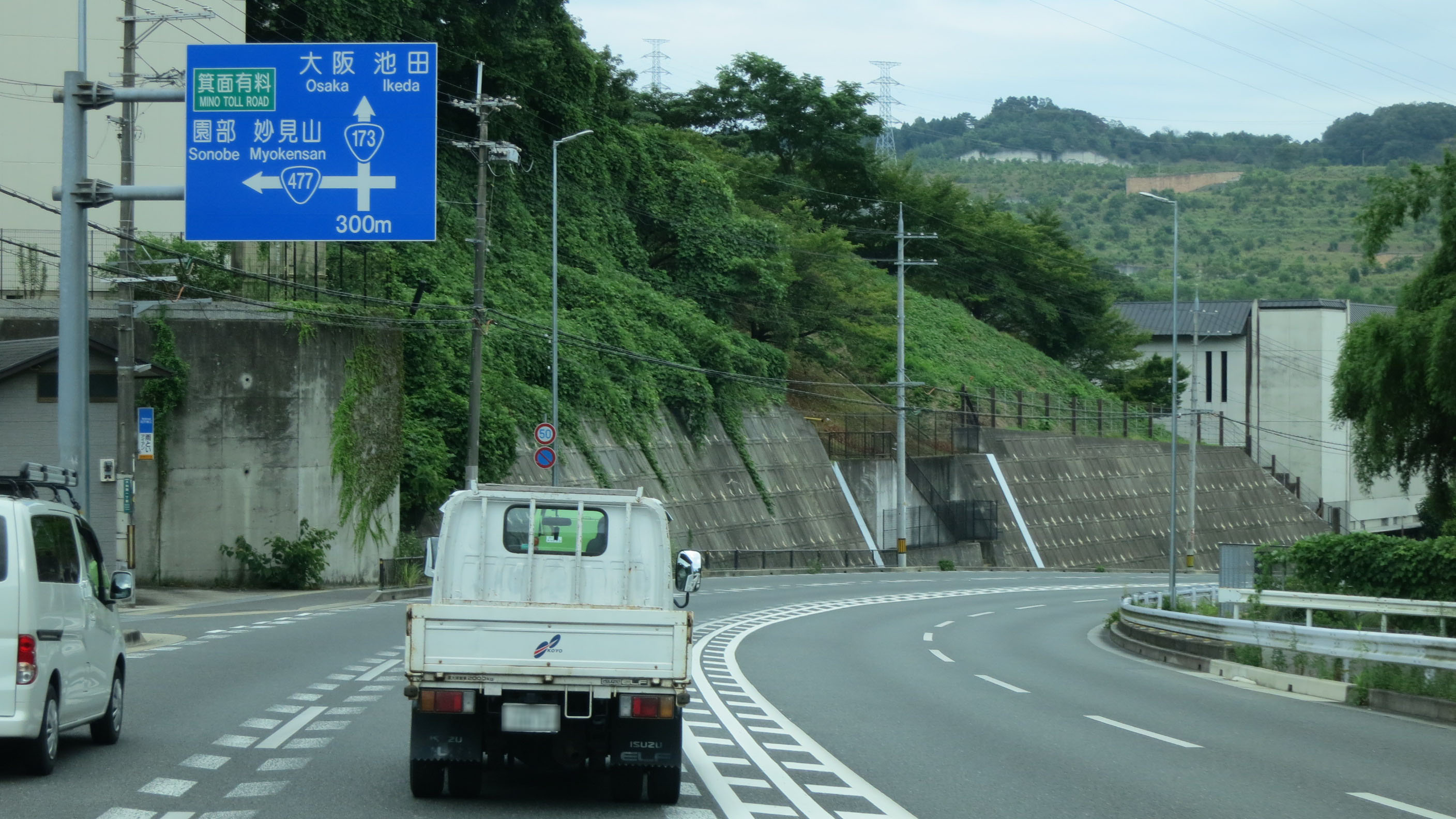
国道477号との分岐 兵庫県川西市大和西
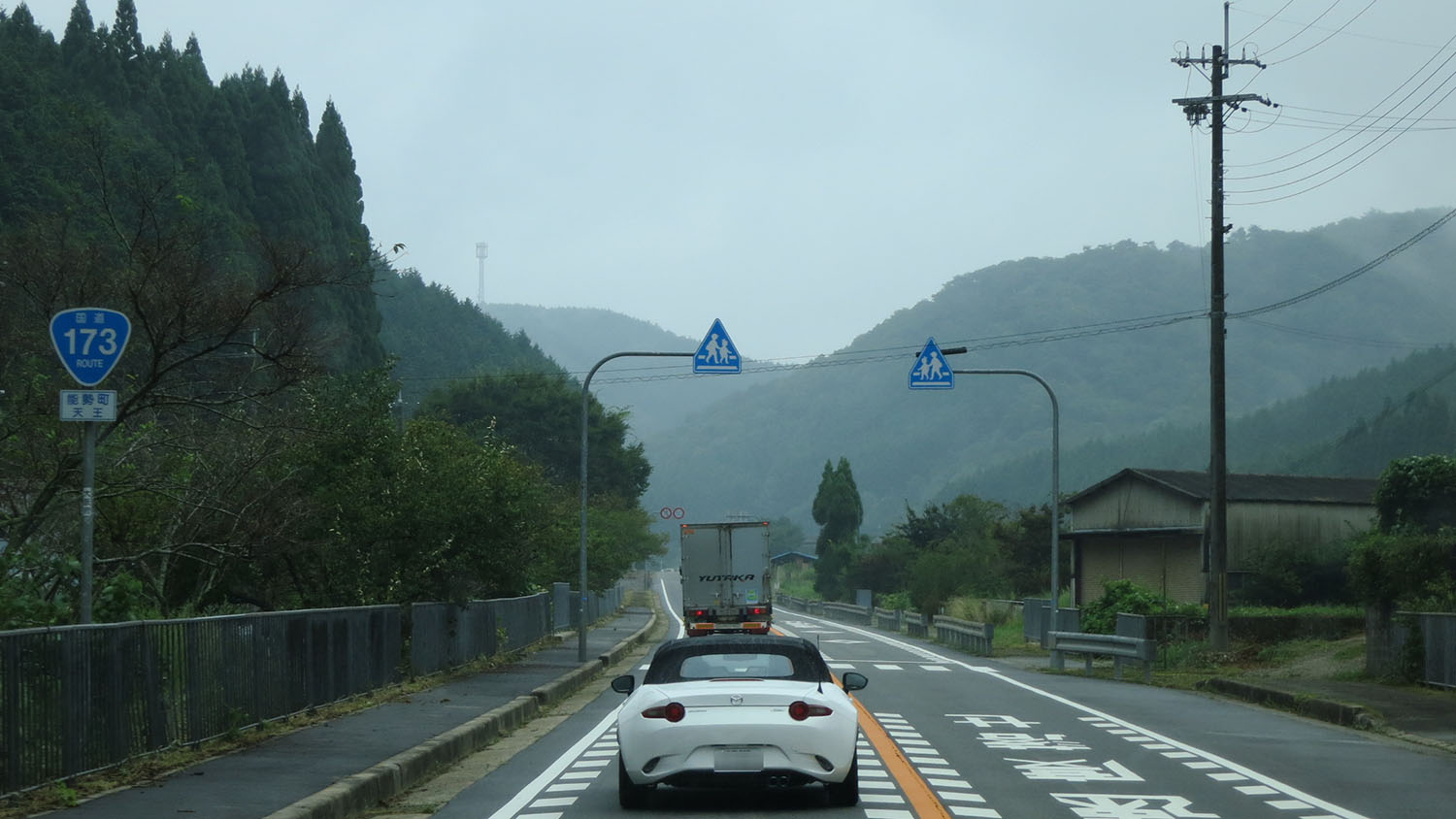
大阪府豊能郡能勢町
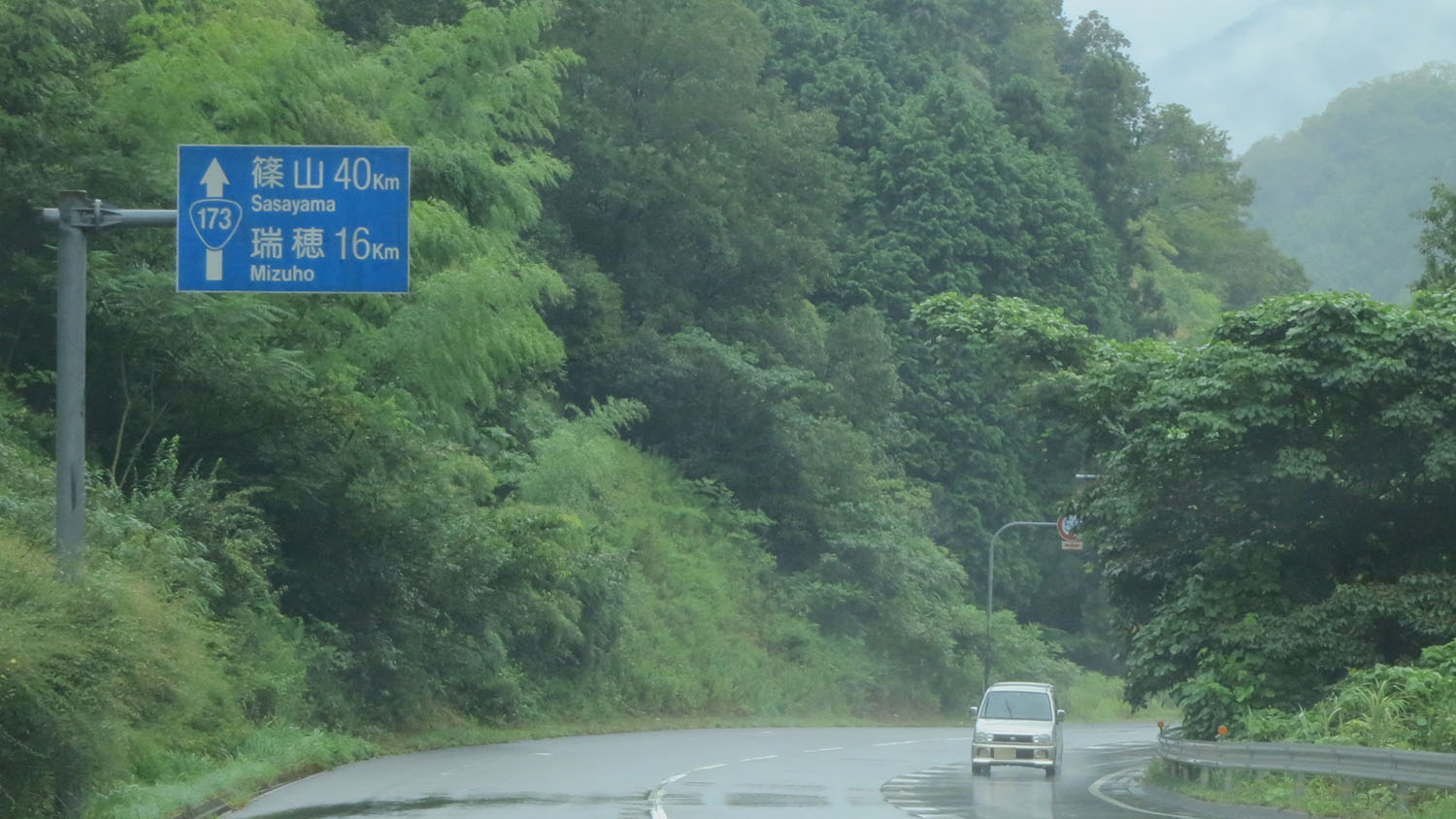
京都府福知山市三和町
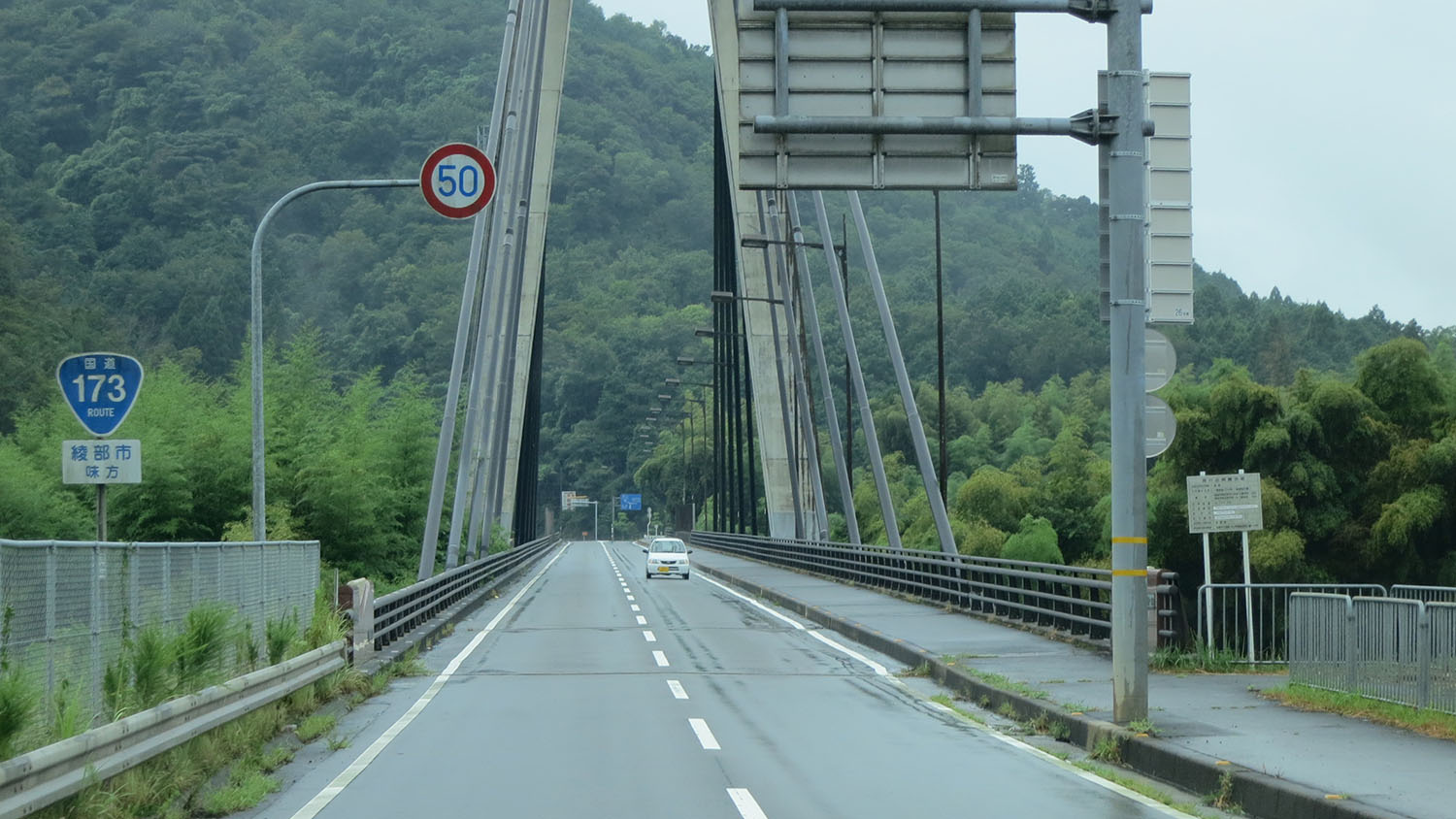
京都府綾部市味方町